# Thrushton-Nationalpark
Der Thrushton-Nationalpark (engl.: Thrushton National Park) ist ein Nationalpark im Süden des australischen Bundesstaates Queensland. Er liegt 520 Kilometer westlich von Brisbane und 90 Kilometer westnordwestlich von St. George.

## Landesnatur
Der Park in den Darling Downs besteht aus flachem Stand- und Steppenland. Es finden sich Überreste der früheren Nutzung als Weideland für Schafe.

## Flora
Über dem Nationalpark erstreckt sich dichtes Mulgagestrüpp. Auf den Sandebenen wachsen Spinifexgras und trockener, lichter Eukalyptuswald.

## Zufahrt
Der Thrushton-Nationalpark ist über den Balonne Highway (Ausfahrt Mourilyan) zu erreichen. Über die Siedlung Mourilyan führt vom Highway eine unbefestigte Straße nach Norden, die nach 25 Kilometern den Park erreicht. Das Befahren der Zufahrtsstraße ist nur bei trockenem Wetter und nur mit allradgetriebenen Fahrzeugen möglich.